# Lucas Halter
Lucas Halter, né le 2 mai 2000 à Salto au Brésil, est un footballeur brésilien qui évolue au poste de défenseur central à Botafogo FR .

## Biographie

### En club
Natif de à Salto au Brésil, Lucas Halter commence par jouer au Futsal dès l'âge de six ans et est ensuite formé par l'Atlético Paranaense. En juin 2018 il prolonge son contrat avec son club formateur. Il fait ses débuts en professionnel le 19 mai 2019, lors de la saison 2019 face au SC Corinthians. Il est titulaire lors de cette partie qui se solde par la défaite des siens (0-2).
En mai 2021 il se blesse sérieusement au pied gauche, ce qui lui vaut d'être absent pendant une longue période. Son retour est estimé à 2022.
Lors de l'été 2022 Lucas Halter rejoint le club de Goiás EC sous la forme d'un prêt.

### En équipe nationale
Avec l'équipe du Brésil des moins de 17 ans il dispute le championnat sud-américain des moins de 17 ans en 2017. Lors de cette compétition, il joue huit matchs en tant que titulaire, et marque un but face au Venezuela le 11 mars, participant à la victoire de son équipe (4-0). Le Brésil remporte cette compétition.
Il participe ensuite avec cette équipe à la Coupe du monde des moins de 17 ans 2017 organisée en Inde. Lors de ce tournoi, il est à nouveau titulaire en défense centrale et joue les sept matchs de son équipe. Le Brésil termine sur le podium de ce mondial.

## Botafogo
Botafogo a annoncé la signature de Lucas Halter le 7 janvier 2024, le contrat étant valable jusqu'à fin 2027. Son arrivée au club a eu lieu après le transfert d'Adryelson d'Alvinegro à l'Olympique Lyonnais.
Une vedette de Goiás, Halter n'était pas enthousiasmé à Botafogo. Le défenseur de 23 ans accumule les erreurs dans les matches de l'équipe et a été la cible de critiques, notamment de la part du propriétaire du football de Glorioso, John Textor, pour sa performance lors de la défaite 3-1 de Botafogo face à Junior Barranquilla, au Nilton Santos. Stadium, pour les débuts de la phase de groupes des Libertadores.

## Palmarès

### Sélection
Brésil moins de 17 ans
- Vainqueur du championnat sud-américain des moins de 17 ans en 2017
- Troisième de la Coupe du monde des moins de 17 ans en 2017

## Statistiques
| Saison                | Club                  | Championnat           | Championnat | Championnat | Championnat | Coupe(s) nationale(s) | Coupe(s) nationale(s) | Coupe(s) nationale(s) | Supercoupe | Supercoupe | Supercoupe | Compétition(s) continentale(s) | Compétition(s) continentale(s) | Compétition(s) continentale(s) | Compétition(s) continentale(s) | Ligue régionale | Ligue régionale | Ligue régionale | Total | Total | Total |
| Saison                | Club                  | Division              | M.          | B.          | P.d.        | M.                    | B.                    | P.d.                  | M.         | B.         | P.d.       | Comp.                          | M.                             | B.                             | P.d.                           | M.              | B.              | P.d.            | M.    | B.    | P.d.  |
| 2019                  | Atlético Paranaense   | Série A               | 9           | 0           | 0           | 4                     | 0                     | 0                     | -          | -          | -          | CLE                            | 1                              | 0                              | 0                              | 11              | 2               | 0               | 25    | 2     | 0     |
| 2020                  | Atlético Paranaense   | Série A               | 9           | 0           | 1           | -                     | -                     | -                     | 1          | 0          | 0          | CL                             | 2                              | 0                              | 0                              | 8               | 2               | 0               | 20    | 2     | 1     |
| 2021                  | Atlético Paranaense   | Série A               | -           | -           | -           | -                     | -                     | -                     | -          | -          | -          | CS                             | -                              | -                              | -                              | 7               | 0               | 0               | 7     | 0     | 0     |
| 2022                  | Atlético Paranaense   | Série A               | 2           | 0           | 0           | 1                     | 0                     | 0                     | -          | -          | -          | CL                             | 2                              | 0                              | 0                              | 4               | 0               | 0               | 9     | 0     | 0     |
| Sous-total            | Sous-total            | Sous-total            | 20          | 0           | 1           | 5                     | 0                     | 0                     | 1          | 0          | 0          | -                              | 5                              | 0                              | 0                              | 30              | 4               | 0               | 61    | 4     | 1     |
| 2022                  | Goiás EC (prêt)       | Série A               | 15          | 0           | 0           | -                     | -                     | -                     | -          | -          | -          | -                              | -                              | -                              | -                              | -               | -               | -               | 15    | 0     | 0     |
| 2023                  | Goiás EC (prêt)       | Série A               | 30          | 3           | 0           | 2                     | 0                     | 0                     | -          | -          | -          | CS                             | 6                              | 0                              | 0                              | 12+4            | 2+1             | 0+0             | 54    | 6     | 0     |
| Sous-total            | Sous-total            | Sous-total            | 45          | 3           | 0           | 2                     | 0                     | 0                     | -          | -          | -          | -                              | 6                              | 0                              | 0                              | 16              | 3               | 0               | 69    | 6     | 0     |
| 2024                  | Botafogo FR           | Série A               | 17          | 1           | 0           | 2                     | 0                     | 0                     | -          | -          | -          | CL                             | 9                              | 0                              | 0                              | 11              | 1               | 1               | 39    | 2     | 1     |
| Total sur la carrière | Total sur la carrière | Total sur la carrière | 82          | 4           | 1           | 9                     | 0                     | 0                     | 1          | 0          | 0          | -                              | 20                             | 0                              | 0                              | 57              | 8               | 1               | 169   | 12    | 2     |